# Akamine Shingo
Shingo Akamine (赤嶺 真吾 Akamine Shingo, sinh ngày 8 tháng 12 năm 1983 ở Naha, Okinawa) là một cầu thủ bóng đá người Nhật Bản thi đấu cho Fagiano Okayama FC.

## Thống kê sự nghiệp câu lạc bộ
Cập nhật đến ngày 6 tháng 1 năm 2018.
| Thành tích câu lạc bộ | Thành tích câu lạc bộ | Thành tích câu lạc bộ | Giải vô địch | Giải vô địch | Cúp                   | Cúp                   | Cúp Liên đoàn | Cúp Liên đoàn | Châu lục | Châu lục  | Khác1   | Khác1     | Tổng cộng | Tổng cộng |
| Mùa giải              | Câu lạc bộ            | Giải vô địch          | Số trận      | Bàn thắng    | Số trận               | Bàn thắng             | Số trận       | Bàn thắng     | Số trận  | Bàn thắng | Số trận | Bàn thắng | Số trận   | Bàn thắng |
| Nhật Bản              | Nhật Bản              | Nhật Bản              | Giải vô địch | Giải vô địch | Cúp Hoàng đế Nhật Bản | Cúp Hoàng đế Nhật Bản | Cúp Liên đoàn | Cúp Liên đoàn | AFC      | AFC       |         |           | Tổng cộng | Tổng cộng |
| --------------------- | --------------------- | --------------------- | ------------ | ------------ | --------------------- | --------------------- | ------------- | ------------- | -------- | --------- | ------- | --------- | --------- | --------- |
| 2005                  | F.C. Tokyo            | J1                    | 0            | 0            | 0                     | 0                     | 1             | 0             | -        | -         | -       | -         | 1         | 0         |
| 2006                  | F.C. Tokyo            | J1                    | 16           | 3            | 0                     | 0                     | 3             | 0             | -        | -         | -       | -         | 19        | 3         |
| 2007                  | F.C. Tokyo            | J1                    | 15           | 4            | 1                     | 0                     | 4             | 2             | -        | -         | -       | -         | 20        | 6         |
| 2008                  | F.C. Tokyo            | J1                    | 30           | 12           | 4                     | 3                     | 6             | 3             | -        | -         | -       | -         | 40        | 18        |
| 2009                  | F.C. Tokyo            | J1                    | 28           | 5            | 3                     | 1                     | 9             | 1             | -        | -         | -       | -         | 40        | 7         |
| 2010                  | F.C. Tokyo            | J1                    | 12           | 0            | -                     | -                     | 4             | 1             | -        | -         | -       | -         | 16        | 1         |
| Tổng cộng             | Tổng cộng             | Tổng cộng             | 101          | 24           | 8                     | 4                     | 27            | 7             | -        | -         | -       | -         | 136       | 35        |
| 2010                  | Vegalta Sendai        | J1                    | 15           | 4            | 0                     | 0                     | -             | -             | -        | -         | -       | -         | 15        | 4         |
| 2011                  | Vegalta Sendai        | J1                    | 31           | 14           | 3                     | 0                     | 3             | 0             | -        | -         | -       | -         | 37        | 14        |
| 2012                  | Vegalta Sendai        | J1                    | 30           | 14           | 2                     | 0                     | 5             | 1             | -        | -         | -       | -         | 37        | 15        |
| 2013                  | Vegalta Sendai        | J1                    | 26           | 3            | 1                     | 0                     | 2             | 0             | 4        | 0         | -       | -         | 33        | 3         |
| 2014                  | Vegalta Sendai        | J1                    | 30           | 9            | 0                     | 0                     | 3             | 1             | -        | -         | -       | -         | 33        | 10        |
| Tổng cộng             | Tổng cộng             | Tổng cộng             | 132          | 44           | 6                     | 0                     | 13            | 2             | 4        | 0         | -       | -         | 155       | 46        |
| 2015                  | Gamba Osaka           | J1                    | 13           | 0            | 0                     | 0                     | 2             | 0             | 4        | 0         | 2       | 0         | 21        | 0         |
| Tổng cộng             | Tổng cộng             | Tổng cộng             | 13           | 0            | 0                     | 0                     | 2             | 0             | 4        | 0         | 2       | 0         | 21        | 0         |
| 2016                  | Fagiano Okayama       | J2                    | 41           | 4            | 0                     | 0                     | -             | -             | -        | -         | 2       | 1         | 43        | 5         |
| 2017                  | Fagiano Okayama       | J2                    | 22           | 10           | 0                     | 0                     | -             | -             | -        | -         | -       | -         | 22        | 10        |
| Tổng cộng             | Tổng cộng             | Tổng cộng             | 63           | 14           | 0                     | 0                     | -             | -             | -        | -         | 2       | 1         | 65        | 15        |
| Tổng cộng sự nghiệp   | Tổng cộng sự nghiệp   | Tổng cộng sự nghiệp   | 309          | 82           | 14                    | 4                     | 42            | 9             | 8        | 0         | 4       | 1         | 377       | 96        |

1 = Siêu cúp Nhật Bản, Giải bóng đá vô địch Suruga Bank và J2 League Promotion Play-Off appearances.